# 7118 Kuklov
7118 Kuklov eller 1988 VD5 är en asteroid i huvudbältet som upptäcktes den 4 november 1988 av den tjeckiske astronomen Antonín Mrkos vid Kleť-observatoriet i Tjeckien. Den är uppkallad efter den slovakiska byn Kuklov.
Asteroiden har en diameter på ungefär 10 kilometer och den tillhör asteroidgruppen Eunomia.